# Rubus thibetanus
Rubus thibetanus är en rosväxtart som beskrevs av Adrien René Franchet. Rubus thibetanus ingår i släktet rubusar, och familjen rosväxter. Inga underarter finns listade i Catalogue of Life.

## Bildgalleri

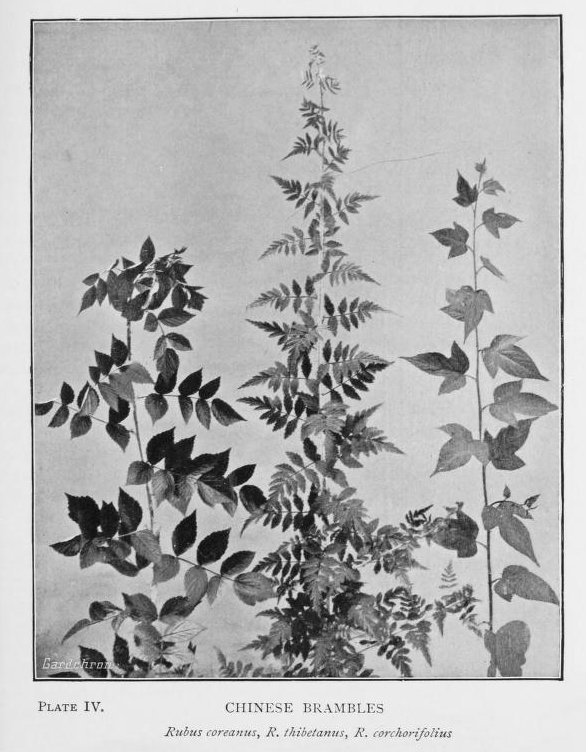